# Phreatia govidjoae
Phreatia govidjoae är en orkidéart som beskrevs av Rudolf Schlechter. Phreatia govidjoae ingår i släktet Phreatia och familjen orkidéer. Inga underarter finns listade i Catalogue of Life.